# José Obino
Giuseppe Obino (Sardenha, 1835 — Porto Alegre, 9 de junho de 1879) foi um arquiteto italiano radicado no Brasil, onde tornou-se conhecido como José Obino.

## Biografía

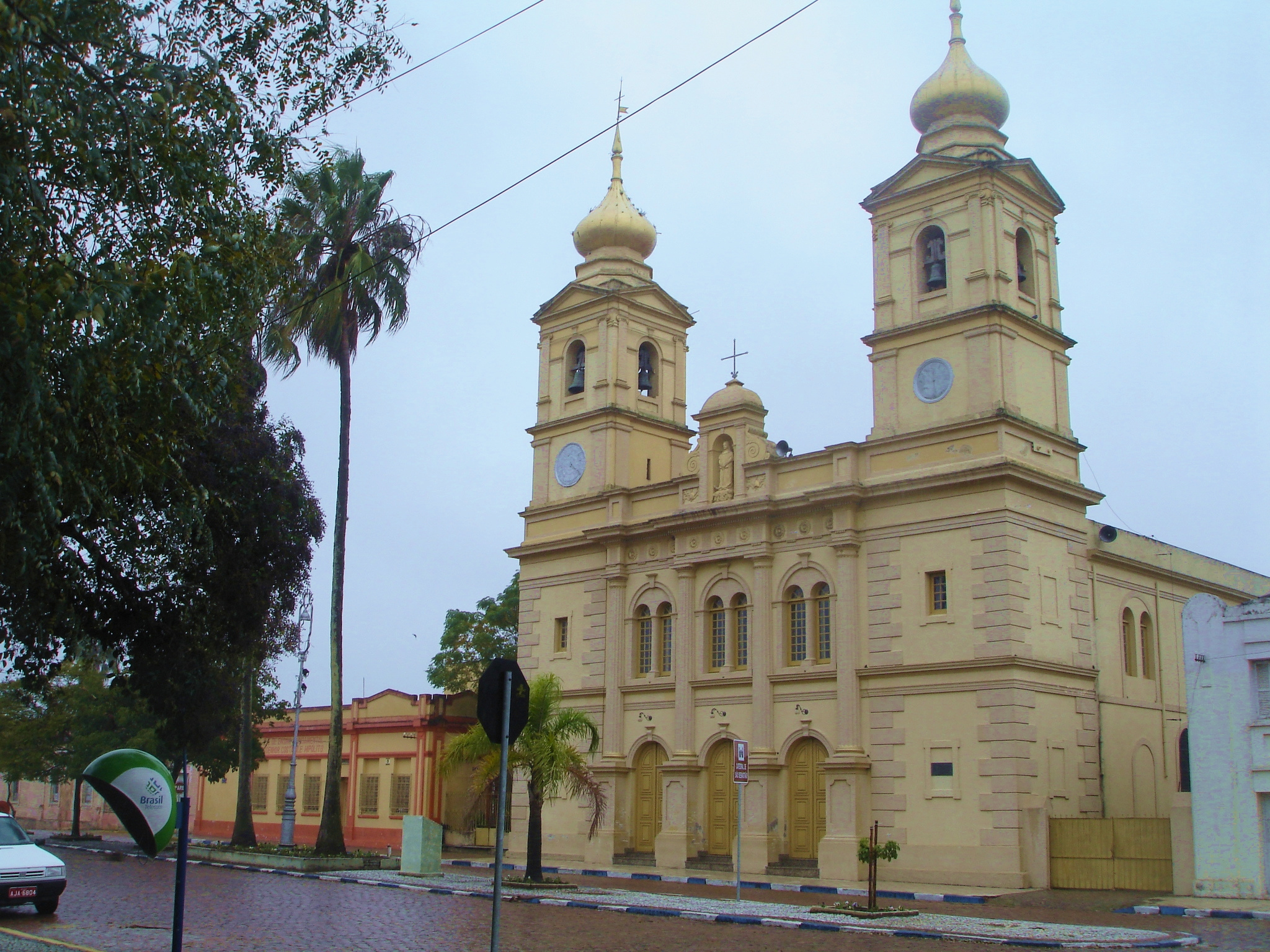
Catedral de Bagé.

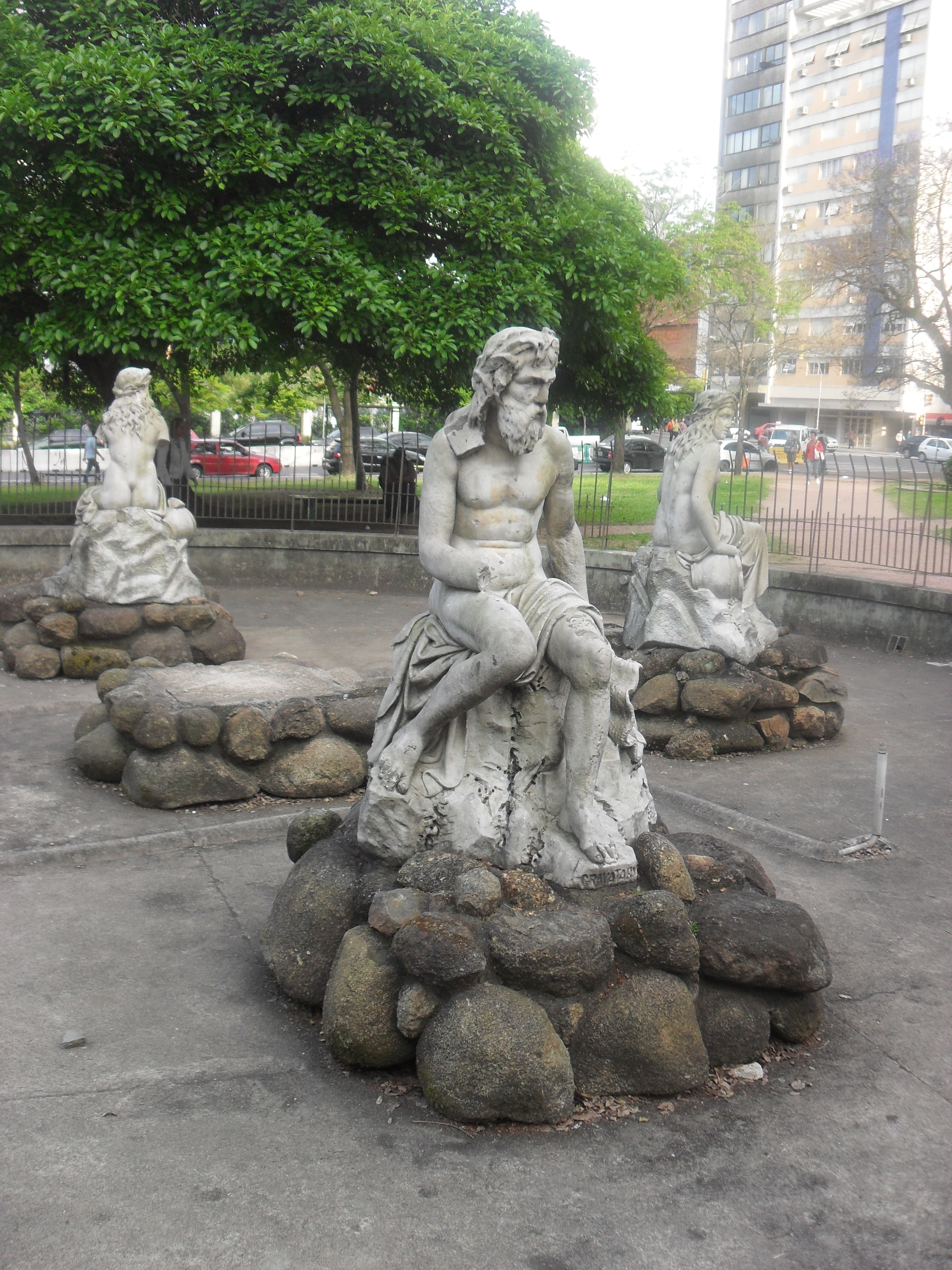
Alguns dos remanescentes da primeira fonte monumental de Porto Alegre.

Era filho de Vittorio Obino e Georgina Rombi. Consta que na Itália lutou ao lado de Garibaldi. Nada se sabe de sua formação profissional, mas é certo que viajou já dotado de um sólido preparo técnico. Chegou primeiro ao Uruguai, dirigindo-se em torno de 1856 a Bagé, no Rio Grande do Sul, onde em 1861 foi encarregado do projeto da Igreja Matriz, hoje a Catedral de Bagé, dedicada a São Sebastião. Concluída em 1863, a obra revelou-se majestosa, de estilo eclético, com duas torres coroadas de bulbos, uma fachada sóbria e equilibrada, e um interior com oito altares laterais e um principal decorados com talha. Nesta cidade construiu o Teatro 28 de Setembro, mais tarde demolido. Depois de estabelecido José convidou seus irmãos Pedro, Sebastião, Angelo, Salvador e Francisco para se transferirem para o Brasil, e foi professor de Pedro e Sebastião no ofício de arquiteto. Ambos deixaram várias obras.
Em 1867, possivelmente buscando um mercado mais dinâmico, José mudou-se para a capital da província, Porto Alegre, onde abriu um escritório que logo começou a ser muito procurado, sendo precedido pela boa reputação ganha com as obras de Bagé. Parece ter construído várias casas na capital, e realizou uma ponte sobre o rio Jacuí. Contudo, seus projetos mais ambiciosos não saíram do papel: a urbanização da Praça da Harmonia e um teatro que pretendia erguer no Largo do Paraíso. Em 1877 abriu sua própria oficina de marmoraria decorativa, produzindo lápides, jazigos, fontes e outras peças.
Atribui-se a ele o projeto da mais antiga fonte pública monumental de Porto Alegre, instalada primeiramente na Praça da Matriz, um arranjo que trazia quatro estátuas de mármore representativas dos maiores rios da província, Jacuí, Gravataí, Caí e Sinos, encarnados como deidades fluviais de talhe clássico, e outra alusiva ao seu grande desaguadouro, o lago Guaíba, figurado como um menino. A fonte, batizada Chafariz Imperador, foi encomendada em 1866 pela Companhia Hidráulica Porto-Alegrense, para distribuir água potável pela primeira vez para a população da cidade.

## Vida privada
Casado com Ana Blingini, José deixou ilustre descendência, tendo cinco filhos: Vitor (1868—1909), capitão; João (1869—1931), diretor do importante jornal A Federação e por 25 anos gerente do Correio do Povo, outro periódico tradicional; Georgina (1870—1876); Adelina (1872—1963), e José (1878—1934), dentista, um dos fundadores da Companhia Hidráulica Guaibense e continuador da oficina de marmoraria do pai, que permaneceria em atividade por muitos anos com boa clientela. João foi pai de Aldo Obino, um dos principais críticos de arte rio-grandenses de meados do século XX. Desta família também merece nota Salvador César Obino, filho de Salvador e chefe do Estado-Maior das Forças Armadas no governo Eurico Gaspar Dutra.

## Post mortem
Athos Damasceno colocou José Obino como um dos principais arquitetos ativos na província em sua geração, e é lembrado hoje principalmente pela Catedral de Bagé, considerada pelo crítico a mais bela igreja construída até então no Rio Grande do Sul, cujo valor foi reconhecido em nível nacional ao ser tombada pelo IPHAN em 1955.
O Chafariz Imperador, mais tarde rebatizado O Guaíba e seus Afluentes, é considerado um dos marcos mais importantes na história artística e social da capital. Remetendo à prestigiada arte clássica e aparecendo quando nada antes havia sido feito que se assemelhasse, constituiu uma solene afirmação de civilização e refinamento, num momento em que Porto Alegre crescia rápido e iniciava o cultivo de altas aspirações culturais. A atribuição do projeto é tradicional e bastante segura, baseada no testemunho fidedigno de um dos seus netos (Aldo) e outros, mas segundo Cristina Gibrowski, em Dissertação de Mestrado, não foi encontrado nenhum documento de época a ele referente no espólio de Obino e em nenhum outro local. Obino tem sido divulgado como o autor e executante das esculturas, mas segundo seu neto Aldo, ele nunca foi escultor, mesmo depois com sua oficina de marmoraria, fazia apenas os projetos, encarregando a execução a uma equipe de escultores e marmoristas profissionais. O chafariz ficou na Praça da Matriz até 1907, quando foi desmantelado. As estátuas foram conservadas mas acabaram num depósito da Prefeitura, onde ficaram por muitos anos, período em que O Guaíba desapareceu. Em 1936 as quatro estátuas remanescentes foram levadas para a Praça Dom Sebastião e instaladas em dois arranjos diferentes, primeiro em duas cascatas paralelas, e depois em uma bacia. Em 2014, quando já estavam mutiladas por vandalismo e muito desgastadas pela ação do tempo, pela poluição e pela chuva ácida, foram removidas para os jardins da Hidráulica Moinhos de Vento e passaram por trabalhos de conservação.